# Let Sleeping Dogs Lie (film 1910)
Let Sleeping Dogs Lie è un cortometraggio muto del 1910 diretto da Frank Wilson.

## Trama
Un bulldog si mette a inseguire un vecchio trascinando con sé un poliziotto.

## Produzione
Il film fu prodotto dalla Hepworth.

## Distribuzione
Distribuito dalla Hepworth, il film - un cortometraggio di 99,02 metri - uscì nelle sale cinematografiche britanniche nel febbraio 1910.
Si conoscono pochi dati del film che, prodotto dalla Hepworth, fu distrutto nel 1924 dallo stesso produttore, Cecil M. Hepworth. Fallito, in gravissime difficoltà finanziarie, il produttore pensò in questo modo di poter almeno recuperare il nitrato d'argento della pellicola.